# 사다미쓰정
사다미쓰정(貞光町)은 도쿠시마현 미마군의 옛 정이다. 
2005년 3월 1일에, 한다정, 이치우촌과 합병해 쓰루기정이 되었다.

## 지리
도쿠시마 현의 서북부에 위치했다.
중심이 되는 취락은 사다미쓰강이 요시노강에 합류하는 부근에 입지하고 있는 다니구치 취락이었다.
쓰루기애 가는 등산로 입구도 이곳에 입지해 있었다

## 역사
- 1889년 10월 1일 - 정촌제 시행에 의해 합병전의 정역인 사다미쓰촌이 성립하였다.
- 1907년 11월 1일 - 정으로 승격해 사다미쓰정이 되었다.
- 2005년 3월 1일 - 한다정, 이치우촌과 합병해 쓰루기정이 성립하였다. 동일 사다미쓰정은 폐지되었다.

## 교통

### 철도
- 시코쿠 여객철도 도쿠시마 선

### 도로
- 국도 192호선
- 국도 438호선